# Timoteu de Milet
Timoteu (en llatí Timotheus, en grec antic Τιμόθεος) (entre els anys 446 aC i 357 aC) fou un famós músic i poeta nadiu de Milet, fill de Tersandre, segons Esteve de Bizanci. Suides diu que era fill de Tersandre, o de Neomis o de Filòpolis, però sembla que quan Suides enumera diversos noms, el primer és al que fan referència més autoritats. Va morir amb 90 anys segons una inscripció i amb 97 segons Suides. Va florir a l'entorn de l'any 400 aC en endavant.

## Biografia
Sobre la seva vida es tenen pocs detalls. Va viure un temps a la cort d'Arquelau I al regne de Macedònia, amb Eurípides i altres exponents de la cultura de l'època. Va visitar Esparta i va seguir l'escola musical de Frinis (també nadiu de Milet) al qual va derrotar una vegada en un concurs. Les seves innovacions no foren ben acollides enlloc, ni tan sols a Atenes, on la música de Melanípides i Frinis ja estava introduïda i acceptada feia temps. El poeta còmic Ferècrates el va atacar dient que "els músics d'aquest temps són corruptors de l'art", en un text dirigit especialment a Timoteu, segons explica Plutarc. Però Eurípides el va animar a seguir amb el seu estil, i li va dir que aviat tindria els teatres als seus peus. Aquesta predicció sembla que va ser certa, per la popularitat que Timoteu va aconseguir més tard. Se sap que els efesis el van recompensar, pel seu himne dedicat a Àrtemis, amb mil peces d'or. Els joves d'Arcàdia acabaven els seus estudis aprenent els noms i l'estil de Timoteu i de Filoxen de Citera, i existeix un decret de Cnossos, probablement del segle ii aC, on Timoteu és elogiat i el seu nom es va associar als dels antic poetes cretencs. Segons Esteve de Bizanci va morir a Macedònia i el seu epitafi deia: Πάτρα Μίλητος τίκτει Μούσαισι ποθεινὸν Τιμόθεον, κιθάρας δεξιὸν ἡνίοχον.

## Obra
Va cultivar les més artificials i intricades formes musicals, i va usar els instruments sense acompanyament vocal de manera més extensiva que cap altre compositor abans. En contra de l'antiga pràctica va preferir l'escala cromàtica als altres gèneres de música i la va usar amb tanta freqüència que en va ser considerat l'inventor. La seva innovació més important va ser l'afegit de noves cordes a la cítara i sembla que la seva lira tenia onze cordes. La lira de vuit cordes, producte d'una innovació de Terpandre, ja s'usava en temps de Píndar. Frinis, segons Plutarc, hauria afegit una novena corda, i en temps d'Ió de Quios s'usaven deu cordes. Va introduir algunes innovacions destacades en música i per això fou atacat per altres músics conservadors.
Les seves composicions es referien generalment als antics mites, però els fragments que es conserven són insuficients per jutjar encara que sembla que es va prendre moltes llicències i llibertats en l'explicació dels mites i llegendes en un intent de fer una música expressiva. Els seus versos tenien un caràcter descriptiu, o com diu Aristòtil, un caràcter mimètic. Descrivia els fenòmens naturals amb sintonies i ritmes, ajudats per les gesticulacions i pantomimes dels actors, i també per un fort acompanyament instrumental que volia representar els sons de les bèsties salvatges i de la natura. El seu llenguatge era redundant i luxuriós, com es pot veure en un fragment de la seva obra Ciclops, conservat per Ateneu de Naucratis. També Ateneu i Aristòtil parlen de la gosadia de les seves metàfores. Com altres poetes ditiràmbics va compondre obres en cadascuna de les classes de la poesia lírica, de manera que trobem trens (laments), himnes, peons, ditirambes, i fins i tot interpretacions amb la lira de música destinada a la flauta.
Segons Esteve de Bizanci va escriure 18 llibres musicals amb 8000 versos. Suides diu que eren 19 llibres musicals, 36 poemes, 8 διυσκευαί que se sospita que eren composicions d'altres poetes convenientment adaptades, 18 ditirambes, 21 himnes, alguns encomis i altres obres.
Els títols que dona Suides són:
- Ἄρτεμις ("Artemis").
- Πέρσαι ἢ Ναύπλιος, probablement Πέρσαι ("Persai"), Ναύτιλος ("Nautilos"), dues obres.
- Φινείδαι ("Fineidai").
- Λαέρτης ("Laertes").[1]